# William Annesley (3e comte Annesley)
William Richard Annesley, 3e comte Annesley (16 juillet 1772 - 25 août 1838) est un noble anglo-irlandais et député britannique.

## Biographie
Lord Annesley est le fils aîné de Richard Annesley (2e comte Annesley) et Anne Lambert. Il fait ses études au Trinity College de Dublin. Il épouse Isabella St. Lawrence, une fille de William St. Lawrence, 2e comte de Howth le 19 mai 1803 et a avec elle une fille :
- Mary Annesley (vers 1810-1837)

Lord Annesley divorce d'Isabella St. Lawrene par une loi du Parlement en 1821. Il se remarie à Priscilla Cecilia Moore le 15 juillet 1828, et a six fils :
- William Annesley (4e comte Annesley) (en) (1830-1874)
- Hugh Annesley (5e comte Annesley) (en) (1831-1908)
- Robert John Annesley (1834-1854)
- Arthur Annesley (1835-1881)
- George Annesley (1837-1903)
- William Octavius Beresford Annesley (1838-1875)

Il est haut shérif de Down en 1822.